# Pelota basca nos Jogos Pan-Americanos de 2023
As competições de pelota basca nos Jogos Pan-Americanos de 2023 em Santiago, no Chile, foram realizadas no Estádio Español, localizado em Las Condes, entre 31 de outubro e 5 de novembro de 2023. Oito eventos por medalhas foram disputados, dois individuais e dois em duplas no masculino e feminino.

## Qualificação
Um total de 66 jogadores (33 por gênero) poderiam se qualificar para competir. Cada Comitê Olímpico Nacional poderia inscrever até 12 competidores (seis por gênero). O país-anfitrião, Chile, automaticamente garantiu uma equipe completa de 12 atletas. Houve o total de dois eventos classificatórios: o primeiro para a melhor equipe da América em cada evento no Campeonato Mundial Absoluto de Pelota Basca de 2022 e o segundo pelo Torneio Pan-Americano de Pelota Basca, no qual 21 homens e 21 mulheres se qualificaram.

## Nações participantes
Um total de 12 CONs qualificaram atletas em pelo menos uma das modalidades, com a quantidade de competidores entre parênteses.
- ARG Argentina (10)
- BOL Bolívia (2)
- BRA Brasil (1)
- CHI Chile (12)
- CRC Costa Rica (1)
- CUB Cuba (6)
- EAI Equipe de Atletas Independentes (1)
- USA Estados Unidos (3)
- MEX México (12)
- PER Peru (7)
- URU Uruguai (7)
- VEN Venezuela (4)

## Medalhistas
Masculino
| Evento                            | Ouro                                             | Prata                                               | Bronze                                        |
| --------------------------------- | ------------------------------------------------ | --------------------------------------------------- | --------------------------------------------- |
| Pelota de goma frontón detalhes   | Isaac Pérez MEX México                           | Federico Fernández ARG Argentina                    | Renato Bolelli CHI Chile                      |
| Pelota de goma trinquete detalhes | Facundo Andreasen Alfredo Villegas ARG Argentina | Arturo Rodríguez Daniel García MEX México           | Julián Stabon Esteban Romero CHI Chile        |
| Frontball detalhes                | David Álvarez MEX México                         | Cristian Abreu CUB Cuba                             | Filipe Otheguy BRA Brasil                     |
| Frontênis detalhes                | Isaac Cruz Jorge Olvera MEX México               | Osmar Espinoza Salvador Espinoza USA Estados Unidos | Lorenzo Cardozo Emiliano García ARG Argentina |

Feminino
| Evento                            | Ouro                                     | Prata                                   | Bronze                                     |
| --------------------------------- | ---------------------------------------- | --------------------------------------- | ------------------------------------------ |
| Pelota de goma frontón detalhes   | Marifer Noriega MEX México               | Sabrina Andrade ARG Argentina           | Rosario Valderrama CHI Chile               |
| Pelota de goma trinquete detalhes | María García Cynthia Pinto ARG Argentina | Dulce Figueroa Laura Puentes MEX México | Sofía Vicente Agustina Cuestas URU Uruguai |
| Frontball detalhes                | Itzel Reyes MEX México                   | Leonella Acosta URU Uruguai             | Micaela Cortéz ARG Argentina               |
| Frontênis detalhes                | Ximena Placito Ariana Cepeda MEX México  | Daniela Darriba Wendy Durán CUB Cuba    | Magdalena Muñoz Natalia Bozzo CHI Chile    |

## Quadro de medalhas
| Ordem | País               | Medalha de ouro | Medalha de prata | Medalha de bronze |    |
| ----- | ------------------ | --------------- | ---------------- | ----------------- | -- |
| 1     | MEX México         | 6               | 2                |                   | 8  |
| 2     | ARG Argentina      | 2               | 2                | 2                 | 6  |
| 3     | CUB Cuba           |                 | 2                |                   | 2  |
| 4     | URU Uruguai        |                 | 1                | 1                 | 2  |
| 5     | USA Estados Unidos |                 | 1                |                   | 1  |
| 6     | CHI Chile          |                 |                  | 4                 | 4  |
| 7     | BRA Brasil         |                 |                  | 1                 | 1  |
| TOTAL | TOTAL              | 8               | 8                | 8                 | 24 |